# Alex Colville
David Alexander Colville, PC CC ONS (Toronto, 24 de agosto de 1920 -  Wolfville, 16 de julio de 2013) fue un pintor y grabador canadiense.

## Juventud
Nació en 1920 en Toronto (Ontario). Se trasladó con su familia, a los siete años, a St. Catharines, y posteriormente en 1929 a Amherst (Nueva Escocia). Entró en la Universidad de Mount Allison en 1938, en la que estudió con pintores postimpresionistas canadienses como Stanley Royle y Sarah Hart y donde se graduó en Bellas Artes en 1942.
Colville contrajo matrimonio en 1942 con Rhoda Wright, a quien conocía desde su primer año en Mount Alison, y poco después se alistó en el ejército canadiense. En su estancia con el ejército en Europa, pintó en Yorkshire y participó en los desembarcos de la Marina Real Canadiense en el sur de Francia. En 1944, tras dos años en el ejército, y debido a que era estudiante de bellas artes, fue nombrado artista bélico. Su unidad relevó a la 82.ª División Aerotransportada en Nimega (Países Bajos) a mediados de septiembre de 1944, durante la operación Market Garden, y permaneció allí hasta febrero de 1945. Continuó con giras por los Países Bajos y Alemania, donde también se le encargó representar los horrores del campo de concentración de Bergen-Belsen.

## Carrera
Después de la guerra, Colville regresó a Nueva Brunswick y se convirtió en miembro del profesorado del Departamento de Bellas Artes de la Universidad Mount Allison, donde impartió clases hasta 1963. En ese año, abandonó la enseñanza para dedicarse a la pintura a tiempo completo de impresión de decisiones desde un estudio en su casa en York Street; este edificio se llama ahora Colville House.
En 1966, las obras de Colville, junto con las de Yves Gaucher y Sorel Etrog representaron a Canadá en la Bienal de Venecia.
En 1973, se mudó con su familia al pueblo de Wolfville, en el condado de Kings (en la isla de Nueva Escocia, al este de Canadá). Tuvo tres hijos y una hija, y ocho nietos.
Falleció allí el 16 de julio de 2013, a los 92 años.